# Silberhaarfledermaus

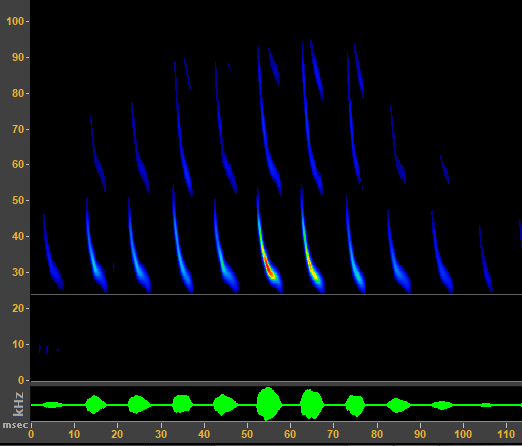
Spektrogramm der Ultraschallrufe

Die Silberhaarfledermaus (Lasionycteris noctivagans) ist eine Fledermaus aus der Familie der Glattnasen (Vespertilionidae), die in Nordamerika beheimatet ist. Die Gattung Lasionycteris ist monotypisch, das heißt, dass neben Lasionycteris noctivagans keine weitere Art der Gattung bekannt ist.
Der Gattungsname  Lasionycteris  setzt sich aus dem Griechischen „lasio“ (= haarig) und „nycteris“ (= Fledermaus) zusammen. Der Artname noctivagans kombiniert die beiden lateinischen Worte „noctis“ (= Nacht) und „vagans“ (= wandernd).

## Beschreibung
Die Silberhaarfledermaus ist eine Fledermausart mit dunklem Fell und charakteristischen silber-weißen Haarspitzen, welche diese Art unverwechselbar macht. Lediglich bei besonders alten Männchen können die Spitzen weniger kontrastreich und das Fell eher gelblich sein. Ohren und Flughaut sind einheitlich schwarz. Die Gesamtlänge der Silberhaarfledermaus beträgt 92–115 mm bei einem durchschnittlichen Gewicht von 8,1 bis 11 g.

## Lebensweise
Die Silberhaarfledermaus ist wie die meisten Fledermäuse nachtaktiv und ernährt sich von Insekten, wobei sie relativ opportunistisch Nachtfalter, Käfer, Zweiflügler und Köcherfliegen fängt. Die Art fliegt dabei vergleichsweise spät aus ihren Quartieren aus und hat ihre Hauptaktivitätszeit 2–4 Stunden und 6–8 Stunden nach Sonnenuntergang. Ansonsten ist wenig bekannt über ihr Verhalten und die Ökologie. Wahrscheinlich verbringt die Silberhaarfledermaus den Tag in Baumspalten und hohlen Bäumen.
Wie bei vielen anderen Fledermausarten der gemäßigten Breiten findet die Paarung im Herbst statt. Die Weibchen lagern die Spermien durch den Winter hindurch in ihren Geschlechtsorganen. Der Eisprung findet im April und Mai statt, wonach die Eizelle mit den gelagerten Spermien befruchtet wird. Nach einer Tragezeit von 50 bis 60 Tagen gebären die Weibchen jeweils ein bis zwei nackte, blinde Jungtiere. Die Jungen werden nach der Geburt noch 36 Tage gesäugt. Die älteste gefangene Silberhaarfledermaus war 12 Jahre alt.

## Verbreitung

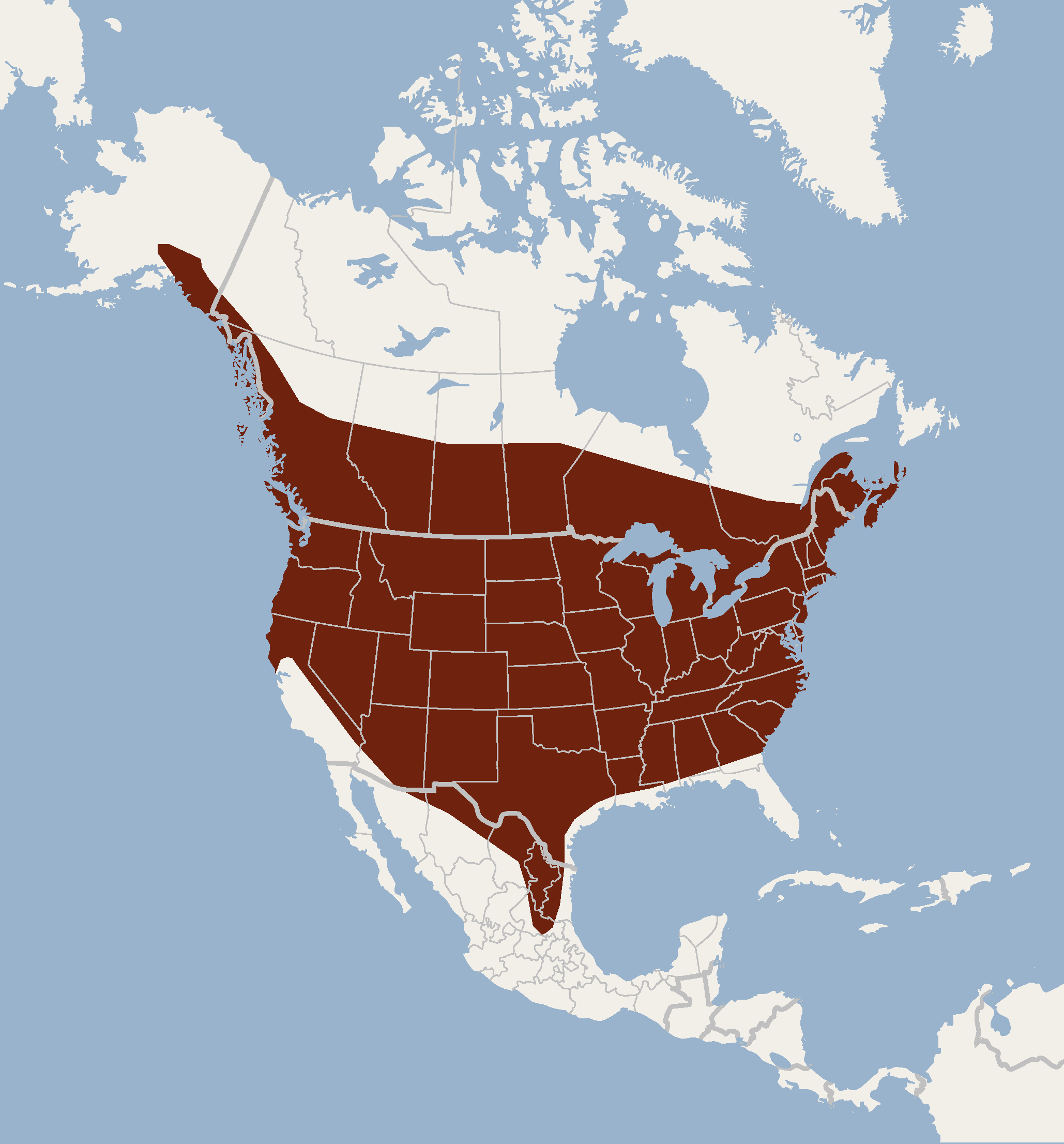
Verbreitung in Nordamerika

Die Silberhaarfledermaus kommt vom südöstlichen Alaska über den Süden Kanadas und die Vereinigten Staaten bis zum Nord-Osten Mexikos sowie auf den Bermudas vor. Die IUCN schätzt die Art dank ihrer weiten Verbreitung und ihres Vorkommens in geschützten Gebieten als ungefährdet ein.